# شارب ماء
شارب ماء، روستایی در دهستان گلاشکرد بخش مرکزی شهرستان فاریاب در استان کرمان ایران است.

## جمعیت
بر پایه سرشماری عمومی نفوس و مسکن در سال ۱۳۹۵، جمعیت این روستا برابر با ۱۷۳ نفر (۵۷ خانوار) بوده‌است.